# غارفيلد

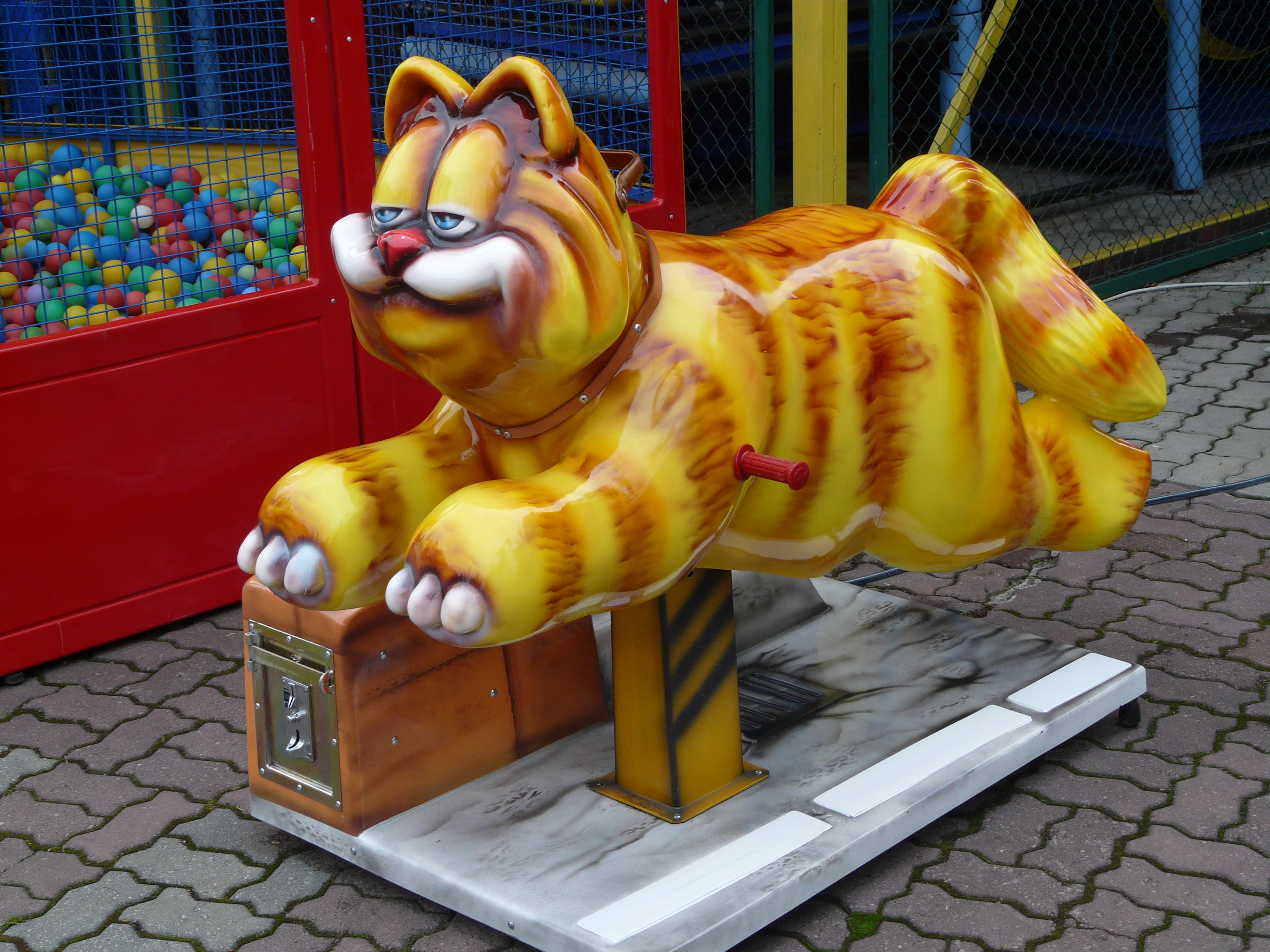
صورة للعبة على شكل القط غارفيلد.

غارفيلد (بالإنجليزية: Garfield) هي سلسلة رسوم هزلية يومية ابتكرها جيم ديفيس تصور تفاصيل حياة القط غارفيلد والكلب أودي. تنشر الرسوم في العديد من الصحف والمجلات منذ بدايتها في 19 يونيو 1978، وتحمل رقم غينيس القياسي للرسوم الهزلية الأكثر مبيعا.

## الشخصيات

### غارفيلد
غارفيلد هو قط برتقالي اللون، كسول، سمين، أكول وخاصة البيتزا واللزانيا، مضحك، ذكي، محب للمغامرة، مشاكس ويثير الكثير من المتاعب. وهو الشخصية الرئيسية في سلسلة الرسوم، أول ظهور له كان في 19 يونيو 1978 مع بداية انطلاق الرسوم. اسم الشخصية جاء نسبة إلى اسم «جيمس غارفيلد ديفيس» جد جيم ديفيس.

### أودي
أودي هو كلب من فصيلة البيغل، لونه أصفر وله أذنين طويلتين.مضحك، وهو يخاف كثيرا.و مساعد ل غارفيلد تأخر ظهوره في الرسوم حتى 8 أغسطس 1978.

### جون أرباكل
جون أرباكل هو مالك البشري القط غارفيلد والكلب أودي. أول ظهور له كان في 19 يونيو 1978.

### نارمل
هو قط رمادي جميل ووسيم يشبه غارفيلد بعض الشيء لكن غارفيلد لا يحب وجوده في المنزل